# Stadio Felice Chinetti
Lo stadio Felice Chinetti è un impianto sportivo ubicato nel comune italiano di Solbiate Arno, in provincia di Varese.
A livello storico, ha perlopiù ospitato le partite interne della principale squadra locale, la Solbiatese (fatto salvo il periodo di inattività tra il 2012 e il 2019). Nella stagione 2019-2020 ha ospitato le gare casalinghe dell'Inter femminile, mentre dalla stagione 2024-2025 ospita le gare interne del Milan Futuro, seconda squadra del Milan, che in precedenza l'aveva già adottato come campo di casa per la propria squadra Primavera.

## Storia
Costruito nel 1955, l'impianto è intitolato alla memoria di Felice Chinetti (1921-1944), paracadutista solbiatese della divisione Folgore, caduto l'8 luglio 1944 durante la battaglia di Filottrano.
Al "Chinetti" la Solbiatese ha vissuto i suoi anni di maggior successo, costituiti dalle partecipazioni alla Serie C negli anni 1970 e alla Serie C2 negli anni 1990. 
Una prima ristrutturazione fu condotta nel 2004 con il rifacimento della tribuna coperta.
Nel corso degli anni 2010 il "Chinetti" ha ospitato alcune gare della formazione Primavera del Milan; in particolare, nella stagione 2017-2018 è stato l'impianto di tutte le partite interne dell'under-19 rossonera, a causa dell'indisponibilità del centro sportivo Vismara, alla periferia sud di Milano, interessato da lavori di potenziamento.
Nella stagione 2019-2020 lo stadio di Solbiate ha ospitato le gare casalinghe dell'Inter femminile, neopromossa in Serie A, che ha tuttavia poi optato per spostarsi all'Arena di Milano.
Dalla stagione 2024-2025 il "Chinetti" diventa l'impianto casalingo del neonato Milan Futuro, seconda squadra del Milan iscritta in Serie C; per adeguarlo ai criteri infrastrutturali della terza serie, il Milan ha investito circa 700.000 euro in lavori.